# Герасимов, Александр Павлович
Алекса́ндр Па́влович Гера́симов (11 сентября 1869, Иркутск — 10 ноября 1942, Свердловск) — русский и советский геолог, географ, горный инженер, сотрудник Геологического комитета. Председатель Всероссийского минералогического общества (1937—1942). Профессор ЛГУ (1920), Заслуженный деятель науки РСФСР (1940).

## Биография
Родился 30 августа (11 сентября) 1869 года в городе Иркутск.
В 1883 году окончил с золотой медалью классическую гимназию. В том же году поступил в Горный институт в Санкт-Петербурге.
На старших курсах института принял участие в только начинавшейся геологической съёмке Донбасса под руководством А. П. Карпинского, Ф. Н. Чернышева и Л. И. Лутугина.
По окончании института в 1893 году в течение 1897—1907 годов под руководством В. А. Обручева вел маршрутную съемку Ленской золотоносной тайги.
В 1895—1899 годах работал в составе Восточносибирской (позднее Забайкальской) горной партии, созданной в связи с постройкой Сибирской железной магистрали. Совершил около 10 тыс. км маршрутных исследований. Участвовал в составлении карты Забайкальской области (1903). Исследовал центральное Забайкалье от меридиана г. Нерчинска на востоке, Яблоневого хребта на западе и Монголии на юге. Работы частично охватили Витимское плоскогорье, где им были обнаружены остатки двух четвертичных вулканов, которым он дал имена Мушкетова и Обручева. В верховьях р. Ингоды он поднимался на голец Сохондо — высочайшую вершину Забайкалья. В составе Ленской партии работал в так называемой «дальней тайге» — к северу от хребта Кропоткина, в бассейне рек Вачи, Кадали, Холомхо, Жуи, Чары и Олекмы. Провел в экспедициях по Сибири около 10 лет.
В 1906 году по заданию Геологического комитета разработал план геологических изысканий в районе Кавказских минеральных вод. Заложил основы школы кавказских геологов. Открыл ряд месторождений полезных ископаемых, в том числе Малкинское месторождение железо-хромоникелевых руд.
Руководил Северо-Кавказским отделением Геологического комитета.
Работая в составе Комиссии по изучению естественных производительных сил.
С 1922 года — руководитель созданного Закавказского бюро (с 1925 года — представительства) Геологического комитета.
С 1926 года — член Закавказской комиссии АН СССР.
В 1931 году по его инициативе при ЦНИГРИ создан кабинет обзорных карт. За сравнительно короткий период были созданы и частично опубликованы Геологическая карта европейской части СССР, геологическая карта Казахстана, среднеазиатских республик, Урала, макет геологической карты СССР. Только война помешала составлению в те годы геологической карты Советского Союза масштаба 1:1000000, главным редактором которой был Герасимов.
В начале войны переехал в Кисловодск, затем эвакуировался в Ташкент, оттуда в Новосибирск, а затем в Свердловск.
Скончался в эвакуации в городе Свердловск, от болезни сердца, в ночь с 10 на 11 ноября 1942 года, похоронен там же.

## Семья
Жена — Герасимова Клавдия Михайловна. Сопровождала мужа во всех экспедициях.

## Научная деятельность
Читал лекции по вулканизму и различным проблемам геологии в ЛГУ, Географическом и Горном институтах. В 1920 году был избран профессором по кафедре вулканологии Ленинградского ун-та. Написал свыше 70 научных работ.
Более четверти века был учёным секретарём Всероссийского минералогического общества, а с 1937 года его председателем и редактором «Записок». Долгие годы посвятил работе в Восточно-Сибирском отделении Географического общества, возглавлял Отделение физической географии общества в Ленинграде.
Герасимов был всесторонне образованным человеком, владел несколькими иностранными языками, любил и понимал музыку, театр, хорошо знал литературу и историю. Он собрал огромную библиотеку, включавшую свыше 5000 названий. В его доме часто собирались друзья и знакомые, среди которых были супруги Шостаковичи со своим, ставшим знаменитым композитором, сыном.

## Награды
- Серебряная Медаль имени Н. М. Пржевальского Географического общества (1909) за изучение Восточной Сибири и картографические работы.

## Память
Гора Герасимова в юго-западной части острова Большевик архипелага Северная Земля открыта им и названа в 1914 году его именем.